# 대우루컴즈
대우루컴즈는 대우전자(주) 모니터사업부를 전신으로 하여, 2002년 10월 (주)대우루컴즈를 창립하였다. 2003년 미국 법인을 설립하고 2004년 창립 2주년만에 무역의 날 철탑산업훈장을 수상하였다. 본사는 경기도 용인시 처인구 포곡읍 금어로 238에 있다.
2005년 대우통신 컴퓨터사업부를 인수합병, 이듬해 한국 최초로 국방부에 PC를 45,000대품하였다. 이후 2008년 한국서비스품질우수기업, 2010년 일자리우수기업에 선정되었다.
2011년에는 PC 공공조달시장에서 중소기업부문 1위를 달성한 바 있으며, 2012년 일본과 유럽 법인, 루컴즈생산기술(주)을 설립하였다. 같은 해 데스크톱PC에 대한 굿디자인 인증 및 디자인우수상을 수상하기도 했다.
2014년 1월 서울 서초구에 R&D 센터를 설립하여 본사 용인공장과 함께 운영 중이며, 2014년 7월에는 PC 제조업계 최초 환경부 인증 녹색전문기업에 선정되었다.
2015년에 용인 제2공장을 완공하였으며, 2015년 4월 좋은일자리 기업 선정, 2015년 11월 참 좋은 중소기업상 수상, 2015년 12월 최고일자리 기업 표충을 받은데 이어 2016년 고용노동부 장관상 표창을 받았다.
2017년 G-PASS(해외조달시장 진출 유망기업)으로 지정되었으며 서울시 서초구 서초대로16에 14층규모의 루컴즈빌딩을 완공, R&D센터로 활용하고 있다.
(주)대우루컴즈 창립자이자 현재 대표이사인 윤춘기는 1984년부터 대우전자 모니터사업부에서 쌓아 온 경험과 기술력으로 (주)대우루컴즈의 총 경영을 이끌고 있다.
(주)대우루컴즈 주요 사업분야는 PC, TV, 산업용 디스플레이 등 PC 및 종합 가전으로 이루어져 있다. 최대 경영철학을 고객지향적 소통으로 두고, 공공조달용 PC뿐 아니라 종합가전과 주택사업의 시장진입을 통해 사업분야를 확장 발전해 나가고 있다.

## 연혁
- 1985년 11월: 대우전자 구미공장이 컴퓨터공장으로 승격
- 1987년 1월: VGA모니터 생산시작
- 1997년 1월: 중국 웨이하이 시에 공장 준공
- 2002년 10월 20일: 자본금 10억원으로 주식회사 대우루컴즈를 설립
- 2002년 11월: 기업부설연구소 설립
- 2003년 9월: LUCOMS AMERICA 유통법인 설립
- 2004년 11월: 무역의날 철탑산업훈장 수훈
- 2005년 8월 31일: 대우컴퓨터(주)의 컴퓨터 사업부문 인수합병
- 2008년 4월: 용인사업장 준공
- 2009년 8월: 정보통신사사업, 소프트웨어개발사업 인가
- 2012년 3월: 루컴즈생산기술(주) 설립, 일본법인 설립(DAEWOO LUCOMS JAPAN Co.,Ltd)
- 2012년 4월: 유럽법인 설립(DAEWOO LUCOMS EUROPE BV)
- 2013년 5월: 환경부 녹색기술인증 획득
- 2014년 7월: 친환경 녹색전문기업인증
- 2014년 10월: 친환경 절전 기술 환경부 장관 표창
- 2015년 4월: 좋은일자리 기업 선정
- 2015년 11월: 참 좋은 중소기업상 수상
- 2015년 12월: 최고일자리 기업 표창
- 2016년 8월: 고용노동부 장관상 표창
- 2016년 11월: 국가직무능력표준(NCS) 활용 우수기업 수상
- 2017년 6월: G-PASS(해외조달시장 진출 유망기업) 지정
- 2017년 10월: 조달청 품질보증조달물품 지정